# Жіноча збірна Бельгії з хокею із шайбою
Жіноча збірна Бельгії з хокею із шайбою (нід. Belgische ijshockeyploeg, фр. Équipe de Belgique de hockey sur glace féminin, нім. Belgische Eishockeynationalmannschaft der Frauen) — національна жіноча збірна команда Бельгії, яка представляє країну на міжнародних змаганнях з хокею. Функціонування команди забезпечується Королівською бельгійською федерацією хокею на льоду.

## Результати

### Виступи на чемпіонатах світу
- 2000 – 4 місце (Група В)
- 2001 – 3 місце (кваліфікація Дивізіон ІА)
- 2003 – 3 місце (Дивізіон III)
- 2004 – 4 місце (Дивізіон III)
- 2005 – 3 місце (Дивізіон III)
- 2007 – 3 місце (Дивізіон III)
- 2008 – 4 місце (Дивізіон IV)
- 2009 – турнір не відбувся[1]
- 2011 – 6 місце (Дивізіон ІІА)
- 2012 – 5 місце (Дивізіон ІІВ)
- 2013 – 5 місце (Дивізіон ІІВ)
- 2014 – 5 місце (Дивізіону ІІВ)
- 2015 – 6 місце (Дивізіон ІІВ)
- 2017 – 2 місце (Дивізіону ІІВ, кваліфікація)
- 2018 – 2 місце (Дивізіон ІІВ, кваліфікація)
- 2019 – 2 місце (Дивізіон ІІВ, кваліфікація)
- 2020 – 2 місце (Дивізіон III)
- 2022 – 1 місце (Дивізіон IIIA)
- 2023 – 1 місце (Дивізіон ІІВ)
- 2024 – 6 місце (Дивізіон ІІА)
- 2025 – 4 місце (Дивізіон ІІВ)

Жіноча збірна Бельгії не брала участі у чемпіонатах Європи та Олімпійських хокейних турнірах.